# جعفر عمر طالب
جعفر عمر طالب (29 ديسمبر 1961 - 25 أغسطس 2019) هو عالم دين إندونيسي وشخصية سياسية إسلامية في السياسة الإندونيسية. كان مؤسس ورئيس جماعة لشكر جهاد الإسلامية العاملة في البلاد.

## نشاطه
انضم جعفر للمجاهدين في أفغانستان خلال الحرب ضد الاتحاد السوفيتي عام 1987. حارب ودرس لمدة عامين تحت إشراف جماعة دعوة القرآن في محافظة كنر بالقرب من الحدود الباكستانية. والتقى جعفر بأسامة بن لادن عام 1987 في بيشاور، على الحدود بين باكستان وأفغانستان. على الرغم من أن جعفر يتبع مدرسة فكرية سلفية، إلا إنه يعارض أسامة بن لادن، ويصف تنظيم القاعدة بأنهم خوارج.
عاد جعفر إلى إندونيسيا سنة 1989، وعمل أستاذًا في جمعية الإصلاح والإرشاد الإسلامية في سالاتيغا، ثم غادر إلى اليمن، وعند عودته من اليمن في عام 1993 بمساعدة عدد قليل من السلفيين أسس مدرسة ""إحياء السنة" في قرية دغولان في يوجياكارتا على أرض وقف وهبها ابن أخي بعض المسؤولين العسكريين في ذلك الوقت.
في عام 1999، أسس «مجتمع أهل السنة والجماعة»، وهي مجموعة كانت تهدف إلى الضغط من أجل الإصلاح السياسي.
أعلن تأسيس جماعة لشكر جهاد كمجموعة شبه عسكرية في 30 يناير 2000 كمحاولة للدفاع عن مسلمي جزز الملوك وحمايتهم من العنف الذي يمارسه المسيحيون في مالوكو خلال الصراع الطائفي في مالوكو. وبدأ في تجنيد الأعضاء لشن الجهاد في جزيرة أمبون. وحصر جعفر الجهاد في العمل الدفاعي فقط لحماية المسلمين من الهجمات المسيحية، وقال أنه لن يبدأ أبدًا بالعنف.
اعتقل جعفر في 4 مايو 2002 في سورابايا وهو في طريقه من أمبون. وفي أكتوبر 2002 حُلَّت لشكر جهاد رسمياً من قبل مجلس شورى الجماعة، بالرغم من أن جعفر عمر طالب لم يوافق على قرار المجلس، واتُهم جعفر بالخيانة والتحريض وإهانة الرئيسة الإندونيسية ميجاواتي سوكارنوبتري. تمت تبرئته في النهاية، وقالت المحكمة أنه لم يكن هناك دليل على أن جعفر أهان ميغاواتي سوكارنوبوتري أو شوه سمعتها. وأُطلق سراحه من جميع التهم في 30 يناير 2003.

## وفاته
دخل جعفر عمر طالب مستشفى مركز هارابان كيتا الوطني للقلب، بسبب معاناته من أمراض القلب. وتوفي وهو يتلقى العلاج بعد 5 أيام في 25 أغسطس 2019 الساعة 12:10 بتوقيت غرب إندونيسيا. وصُلى عليه في مسجد الفتح بكامبونغ ملايو، ودفن في اليوم التالي في ديغولان في يوجياكارتا.